# HAVK Mladost Zagreb
A HAVK Mladost Zagreb a legsikeresebb horvát vízilabdaklub, melynek székhelye a fővárosban Zágrábban található. Jelenleg a horvát bajnokság első osztályában szerepel. 
A klubot 1946-ban alapították, színei: sárga és kék. 
A jugoszláv bajnokságot 6, a horvát bajnokságot 10, a jugoszláv kupát 1, a horvát kupát 8, a bajnokok ligáját 7 (1967, 1968, 1969, 1971, 1989, 1990, 1996), a LEN-kupát 1 (2001), a LEN-szuperkupát pedig 3 alkalommal (1976, 1989, 1996) nyerte meg.

## Sikerei

### Hazai
- Jugoszláv bajnok: (6)
  - 1962, 1967, 1969, 1971, 1989, 1990
- Horvát bajnok: (10)
  - 1992, 1993, 1994, 1995, 1996, 1997, 1999, 2002, 2003, 2008
- Jugoszláv kupagyőztes: (1)
  - 1989
- Horvát kupagyőztes: (8)
  - 1992, 1993, 1997, 1998, 2002, 2005, 2010, 2011

### Nemzetközi
- LEN-bajnokok ligája
  - 1. hely (7): 1967, 1968, 1969, 1971, 1989, 1990, 1996
  - 2. hely (4): 1971, 1993, 1997, 2000
- LEN-kupa
  - 1. hely (1): 2001
- LEN-szuperkupa
  - 1. hely (3): 1976, 1989, 1996
  - 2. hely (1): 1991
- LEN-kupagyőztesek Európa-kupája
  - 1. hely (2): 1976, 1999
  - 2. hely (1): 2002

## Játékoskeret
| - Josip Pavić - Marko Martinić - Luka Lončar - Frano Karač - Ivo Brzica - Ivan Buljubašić - Petar Muslim | - David Babić - Duje Živković - Igor Hinić - Boris Letica - Antonio Petković - Ivan Milaković - Krešimir Zubčić |